# Julio Rodríguez (poeta)
Julio Rodríguez Suárez (Oviedo, 1971) es un escritor español de poesía y novela además de profesor universitario, investigador y guionista.

## Biografía
Nació en Oviedo en 1971. Estudió la licenciatura de Psicología, consiguiendo más tarde el doctorado por la Universidad de Oviedo. Ha impartido clases en el Departamento de Psicología de esta universidad, másteres y otros cursos de formación de posgrado, desarrollando su actividad como director de la Escuela Universitaria de Relaciones Laborales de Gijón. Es autor de múltiples capítulos de libros de Psicología y artículos de diversa índole.
Destaca su faceta como escritor con obras que le han hecho merecedor de varios premios y distinciones. Reside en Gijón y es además colaborador en diversos medios de comunicación.
Como guionista ha trabajado en el programa televisivo Prestasgaya y en los documentales El astillero, La tierra de Oscar, Los ladrillos de la memoria, El toldo azul, Donde habita el olvido y Por la puerta grande (Premio al mejor largometraje asturiano, sección Gran Angular del 52 Festival Internacional de Cine de Gijón).
En el campo audiovisual, es autor del making of de la película Para qué sirve un oso.

## Obras

### Narrativa
- El mayor poeta del mundo. Murcia, EDITUM, 2006. ISBN 8483716151
- El vuelo de la monarca. Palencia, Menoscuarto, 2011. ISBN 9788496675810
- Una mala racha. Palencia, Menoscuarto, 2016. ISBN 9788415740377
- El gran Pirelli. Oviedo, Pez de plata, 2019. ISBN 9788494917783

### Poesía
- Naranjas cada vez que te levantas. Madrid, Visor, 2008. ISBN 9788475226873
- Doméstica. Barcelona, DVD ediciones, 2011. ISBN 9788492975143
- Tierra batida. Madrid, Visor, 2013. ISBN 9788498958522
- Una extraña ciencia. Madrid, Hiperión, 2019. ISBN 9788490021491

### Psicología y otros temas
- Erradicación del chabolismo e integración social de los gitanos en Avilés: investigación, evaluación y propuestas. (coautor). Esteban Agulló Tomás (coord.). Universidad de Oviedo, 2004. ISBN 8483174138.
- Sociopsicología del trabajo. (coautor). Alicia Garrido Luque (coord.)

## Premios
- Premio Vargas Llosa de Novela, 2005: El mayor poeta del mundo. Otorgado por la Universidad de Murcia y la Caja de Ahorros del Mediterráneo.
- Premio de Poesía Emilio Alarcos, 2007: Naranjas cada vez que te levantas. Otorgado por la Consejería de Cultura y Educación del Principado de Asturias.
- XVI Premio de Poesía Ciudad de Mérida, 2010: Doméstica. Otorgado por el jurado compuesto por Félix Grande, David Castillo, José Antonio González Iglesias, Ada Salas y Elena Medel.[2]
- XLV Premio Internacional de Poesía Hermanos Argensola, 2013: "Tierra batida". Otorgado por el Ayuntamiento de Barbastro (Huesca)
- XXIII Premio Internacional de Poesía "Antonio Machado en Baeza", 2019: "Una extraña ciencia". Otorgado por el Ayuntamiento de Baeza (Jaén)..

## Textos y otra información
www.juliorodriguez.es
El mayor poeta del mundo en Google Books
Página editorial dvd Doméstica
Página editorial Menoscuarto El vuelo de la monarca
Página editorial Pez de Plata El gran Pirelli
Making of Para qué sirve un oso

## Reseñas en prensa
Reseña Tierra batida (Lauren García), La Nueva España, 4 de octubre de 2014
Reseña Doméstica (Túa Blesa), Suplemento El Cultural (El Mundo), 29 abril-5 de mayo de 2011
Reseña Doméstica (Rubén Rodríguez), AEA
Reseña Naranjas cada vez que te levantas (Diego Medrano), El Comercio, 26 de febrero de 2008
Reseña Naranjas cada vez que te levantas (Rubén Rodríguez), La Nueva España, 1 de julio de 2008 (enlace roto disponible en Internet Archive; véase el historial, la primera versión y la última).
Reseña El mayor poeta del mundo (Javier García Rodríguez), La Nueva España, 6 de febrero de 2007 (enlace roto disponible en Internet Archive; véase el historial, la primera versión y la última).
Reseña El mayor poeta del mundo (Violeta Varela), AEA (enlace roto disponible en Internet Archive; véase el historial, la primera versión y la última).
El hombre múltiple (David Orihuela), La Nueva España, 3 de mayo de 2009
La grandeza de Julio o Pirelli (Diego Medrano), El Comercio, 10 de noviembre de 2007
Ente poesía y novela, callos (David Orihuela), La Nueva España, 18 de abril de 2009 Archivado el 22 de abril de 2009 en Wayback Machine.
Entrevista capotiana a Julio Rodríguez (Toni Montesinos)